# جان گابریل بورکمن
جان گابریل بورکمن (به انگلیسی: John Gabriel Borkman) نمایشنامه ای از هنریک ایبسن (۱۸۲۸–۱۹۰۶) شاعر، نمایشنامه‌نویس و درام نویس نروژی 
می‌باشد که در سال ۱۸۹۶ نگاشته شده‌است.

## شخصیت‌های نمایش
- جان گابریل بورکمن (John Gabriel Borkman): شخصیت اصلی نمایشنامه - رئیس سابق بانک
- گونهیلد بورکمن (Mrs. Gunhild Borkman): خانم بورکمن، همسر جان گابریل
- اِرهارت بورکمن (Erhart Borkman): پسر جان گابریل و گونهیلد، پسرخواندهٔ اِلا
- اِلا رنتهایم (Ella Rentheim): معشوقهٔ سابق جان گابریل، خواهر دوقلوی گونهیلد و خاله/مادرخواندهٔ اِرهارت
- خانم فانی ویلتون (Mrs. Fanny Wilton): مادرخواندهٔ فریدا و محبوبهٔ اِرهارت
- ویلهلم فولدال (Vilhelm Foldal): کارمند بانک و تنها دوست جان گابریل
- فریدا فولدال (Frida Foldal): دختر ویلهلم، دخترخواندهٔ خانم ویلتون و نوازندهٔ پیانو
- مالنا (Malene): خدمتکار بورکمن‌ها

## خلاصه‌ای از نمایشنامه
جان گابریل بورکمن، رئیس بانک، ۱۵ سال پیش دست به اختلاس زده و به زندان رفته است. عشق به قدرت باعث شده بود که او حتی از دلبستگی عمیق خود به اِلا بگذرد و برای به دست آوردن پست ریاست بانک به او پشت کند. حالا او سال‌هاست که خانه‌نشین شده اما هنوز در رؤیای بازگشت به روزهای خوب گذشته به‌سر می‌برد.
جان گابریل ورشکست می‌شود و پس از هشت سال زندان، اینک در ملکی که از همان عشق فراموش شده است، به همراه همسرش گونهیلد ـ که خواهر دوقلوی اِلا است ـ به‌سر می‌برد. این موضوع گونهیلد را آزار می‌دهد و او به‌خاطر این ننگ، هر روز شکسته‌تر از قبل می‌شود. او نمی‌تواند با این موضوع کنار بیاید؛ از این‌رو پس از آزادی همسرش تصمیم می‌گیرد تنها زندگی کند. بنابراین او در طبقه‌ی پایین خانه و جان گابریل در طبقه‌ی بالا، در مهمان‌خانه، به تنهایی زندگی می‌کنند. جان گابریل از صبح تا شب در اتاقش قدم می‌زند و تنها دوست او، ویلهلم فولدال، کارمند پیر بانک است که به دیدارش می‌آید. 
از طرفی، اِرهارت، پسر جان گابریل و گونهیلد که سال‌ها دور از آنها و در خانهٔ خاله‌اش (اِلا) زندگی کرده است، حالا دانشجوست و در شهر زندگی می‌کند. او با خانم ویلتون، بیوه زنی نه چندان خوش‌نام، معاشرت دارد. اِرهارت به دختر فولدال، فریدا، که نزد خانم ویلتون زندگی می‌کند، درس پیانو یاد می‌دهد تا به این شکل محبت فولدال را جبران کند و گاهی فریدا نیز برای جان گابریل پیانو می‌نوازد.
روزی اِلا به دیدن گونهیلد می‌رود و از او می‌خواهد تا خواهرزاده‌اش، اِرهارت، را نزد خود ببرد. از طرف دیگر گونهیلد درصدد است که فرزندش، اِرهارت، را به فردی مبدل سازد که لکه ننگِ نام پدر را از ذهن کسانی که او را می‌شناختند، پاک کند.
اِلا که اینک دچار بیماری مرموزی شده و در آستانهٔ مرگ است، از جان گابریل می‌خواهد که ثروتش را به‌نام اِرهارت کند و نام خانوادگی خود را بر او بگذارد تا شاید بدین‌وسیله، پس از مرگ او، اِرهارت نام خانوادگی او را زنده نگه دارد. اما اِرهارت در این تلاطم روحی و بهم‌ریختگی فکری خود، تنها یک فکر دارد: زندگی! او می‌خواهد زندگی کند؛ آن هم به شیوهٔ خود و بنابراین تصمیم می‌گیرد با خانم ویلتون ازدواج کند. این موضوع همه را بسیار ناراحت می‌کند و اِرهارت برای رها شدن از این وضعیت و به بهانهٔ جوانی و استقلال، به همراه همسرش به سفر می‌رود.  

## به فارسی
این نمایشنامه تاکنون دو بار به فارسی ترجمه شده‌است:
- «جان‌گابریل بورکمان»، بهزاد قادری، نشر بیدگل
- «جان گابریل بورکمن»، ناصر ایرانی، نشر نی

## اقتباس ها
تله‌تئاتر جان گابریل بورکمن در سال ۱۳۷۶ به کارگردانی و بازنویسی حسن فتحی و با نقش‌آفرینی اکبر زنجان‌پور، هما روستا، شهلا میربختیار، پرویز پورحسینی، علی خرم، فریبا متخصص، سارا نجفی و صدیقه کیانفر تولید و از شبکه ۲ به نمایش درآمد و بعدها از شبکه ۴ بازپخش شد. کارگردانی تلویزیونی آن را قاسم شاکری برعهده داشته‌است.